# 386 км
386 км — населённый пункт (тип: железнодорожный комбинат) в Становлянском районе Липецкой области России. Входит в состав Ястребиновского сельсовета.

## География
Находится в северо-западной части региона, в лесостепной зоне, в пределах Среднерусской возвышенности, на двух железнодорожных ветках между деревнями Яркино (на западе) и Григоровка (на востоке).
Севернее протекает река Ястребинка.

### Климат
Климат характеризуются как умеренно континентальный, с умеренно холодной продолжительной зимой и тёплым летом. Среднегодовая температура воздуха составляет 5,3 °С. Средняя температура воздуха самого холодного месяца (января) — −9,8 °C (абсолютный минимум — −38 °C); самого тёплого месяца (июля) — 19,6 °C (абсолютный максимум — 38 °C). Безморозный период длится около 134 дней. Среднегодовое количество атмосферных осадков составляет 550 мм, из которых около 328 мм выпадает в период с апреля по октябрь. Снежный покров держится в течение 150—160 дней.

## Топоним
Тип населённого пункта — железнодорожный комбинат — является уникальным и неповторимым на территории России.

## История
Населённый пункт появился при строительстве железной дороги. В селении жили семьи тех, кто обслуживал железнодорожную инфраструктуру.

## Население
| 2010 |
| ---- |
| 16   |

Численность населения в 2015 году составляла 17 человек.

## Инфраструктура
Личное подсобное хозяйство.
Основа экономики — обслуживание путевого хозяйства Юго-Восточной железной дороги. Недействующий остановочный пункт 384 км

## Транспорт
Через станцию 386 км проходит автомобильная дорога с остановочным пунктом общественного транспорта «Платформа 384-й километр»; имеется одна улица: Путейная.